# Wissenschaftliche Gesellschaft Schewtschenko
Die Wissenschaftliche Gesellschaft Schewtschenko (ukrainisch Наукове товариство імені Шевченка) ist die älteste ukrainische wissenschaftliche Organisation.

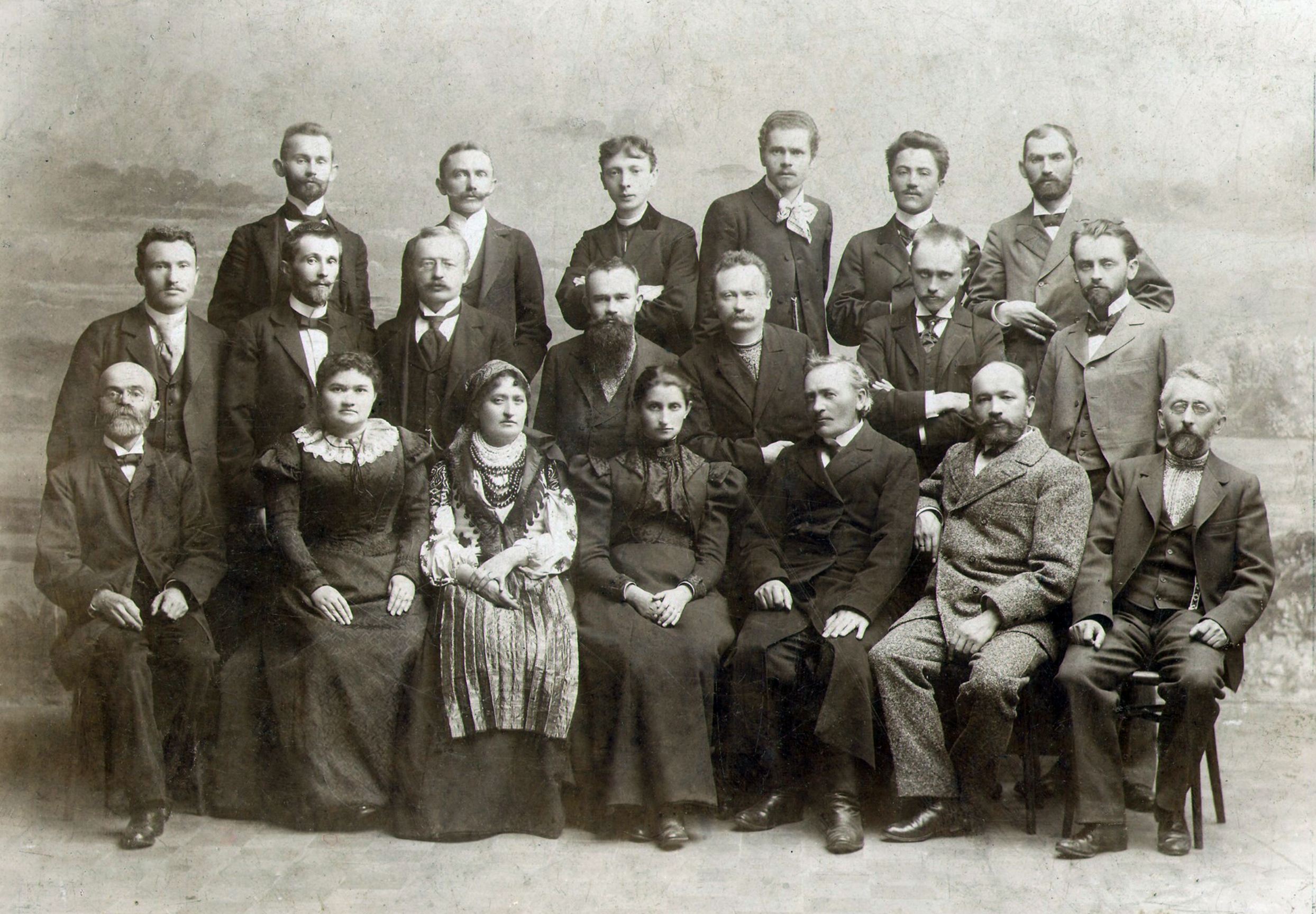
Vorstand und Mitglieder der Wissenschaftlichen Gesellschaft Schewtschenko, Lwiw, 31. Oktober 1898. von links nach rechts:
1. (untere) Reihe: Mychajlo Pawlyk, Jewhenija Jaroschynska, Natalija Kobrynska, Olha Kobyljanska, Sylwestr Lepkyj, Andrij Tschaikowskyj, Kostjantyn Pankiwskyj
2. Reihe: Iwan Kopatsch, Wolodymyr Hnatjuk, Ossyp Makowej, Mychajlo Hruschewskyj, Iwan Franko, Oleksandr Kolessa, Bohdan Lepkyj
3. (oben) Reihe: Iwan Petruschewytsch, Filaret Kolessa, Jossyp Kyschakewytsch, Iwan Trusch, Denys Lukijanowytsch, Mykola Iwasjuk

## Geschichte

### Gründung und Blüte
Die nach dem ukrainischen Nationaldichter Taras Schewtschenko benannte Gesellschaft wurde am 11. Dezember 1873 in Lwiw, der damaligen galizischen Hauptstadt in der österreichisch-ungarischen Monarchie, als Literaturgesellschaft mit dem Ziel gegründet, die Entwicklung der ukrainischen Literatur und Sprache zu fördern. 1892 wurde der Name, nachdem sich die Gesellschaft eine aktualisierte Charta gegeben hatte und sich in eine echte multidisziplinäre Akademie der Wissenschaften gewandelt hatte, in Wissenschaftliche Gesellschaft geändert.
Sie war die erste ukrainische öffentliche Institution, die den Namen Taras Schewtschenkos im Namen trug. Im deutschen Sprachraum finden sich verschiedene Übersetzungen wie Schewtschenko-Gesellschaft der Wissenschaften, Wissenschaftliche Schewtschenko-Gesellschaft, Schewtschenko Wissenschaftliche Gesellschaft u. a., im englischsprachigen Raum wird sie mit Shevchenko Scientific Society übersetzt.
Die Gesellschaft verband ukrainische Intellektuelle auf beiden Seiten der österreichisch-russischen Grenze und förderte so, wie auch die 1868 in Lwiw gegründete Proswita, die Idee der ukrainischen nationalen Wiedergeburt auch im russisch regierten Teil der Ukraine, in der seit dem Emser Erlass von 1876 die Verwendung der ukrainischen Sprache in der Literatur unter Strafe stand. Ende des 19. Jahrhunderts wurde eine Bibliothek (die vollständigste und systematischste Sammlung ukrainischer Bücher, mit 1914 70.000 katalogisierten Büchern und 500 Manuskripten), ein Museum mit 15.047 Artefakten im Jahre 1920, sowie eine Buchhandlung in Lwiw gegründet.
Während des größten Teils ihrer Geschichte hatte die Gesellschaft eine historisch-philosophische, eine philologische und eine mathematisch-medizinisch-naturwissenschaftliche Abteilung.
Unter der von 1897 bis 1913 andauernden Präsidentschaft von Mychajlo Hruschewskyj erwarb sich die Gesellschaft wissenschaftliches Prestige und eine pan-ukrainische Bedeutung. Sie wurde zu einer de facto Akademie der Wissenschaften, der nahezu sämtliche ukrainische Gelehrte angehörten.

### Niedergang ab dem Ersten Weltkrieg und Auflösung in der Sowjetunion
Während der russischen Besetzung von Lwiw (1914–1915) im Ersten Weltkrieg wurde die Gesellschaft geschlossen und vieles zerstört. Nach Kriegsende fand die Wiederbelebung der Gesellschaft im nun polnischen Lwiw unter schwierigen Bedingungen statt, da sie Repressalien durch die polnischen Behörden ausgesetzt war. Nachdem die Sowjets Ende 1939 Lwiw besetzt hatten, lösten sie die Gesellschaft auf und führten ihre Museen und Sammlungen anderen Organisationen zu. Einige ihrer Mitglieder wurden verhaftet und hingerichtet und viele Mitglieder gingen in die Emigration. Diese nahmen 1947 auf einem Kongress in München die Aktivitäten der Gesellschaft wieder auf und gründeten in den folgenden Jahren vier Zentren: 1947 in den USA (siehe: Shevchenko Scientific Society in the US), 1949 in Kanada, 1950 Australien sowie ein westeuropäisches Zentrum bei Paris.

### Neugründung während des Zerfalls der Sowjetunion
Während der Perestroika in der Sowjetunion konnte die Gesellschaft am 21. Oktober 1989 wieder in Lwiw aktiv werden und unternahm in der Folgezeit ein groß angelegtes Forschungs- und Publikationsprogramm. Seit der ukrainischen Unabhängigkeit wandte sich die neue Gesellschaft in eine öffentliche Akademie mit sechs wissenschaftlichen Sektionen, 35 Ausschüssen und 15 Niederlassungen in den regionalen Zentren der Ukraine.

## Vorsitzende der Wissenschaftlichen Gesellschaft
- Kornylo Suschkewytsch (Корнило Сушкевич, 1873–1885)
- Sydir Hromnyzkyj (Сидір Громницький, 1885–1887, 1889–1891)
- Demjan Hladylowytsch (Дем'ян Гладилович, 1887–1889, 1891–1892)
- Julian Zelewytsch (Юліан Целевич, 1892–1893)
- Oleksandr Barwinskyj (Олександр Барвінський, 1893–1897)
- Mychajlo Hruschewskyj (Михайло Грушевський, 1897–1913)
- Stepan Tomaschiwskyj (Степан Томашівський, 1913–1918)
- Wassyl Schtschurat (Василь Щурат, 1919–1923)
- Kyrylo Studynskyj (Кирило Студинський, 1923–1932)
- Wolodymyr Lewyzkyj (Володимир Левицький, 1932–1935)
- Iwan Rakowskyj (Іван Раковський, 1935–1940)
- Oleh Romaniw (Олег Романів, 1989–2005)
- Oleh Kuptschynskyj (Олег Купчинський, 2005–2014)
- Roman Kuschnir (Роман Кушнір, seit 2014)

## Shevchenko Scientific Society in the US
Nachdem die Wissenschaftliche Gesellschaft 1940 in der Sowjetunion aufgelöst worden war, gründete sich 1948 im US-amerikanischen Bundesstaat New York in der Tradition der 1873 gegründeten Gesellschaft die Shevchenko Scientific Society in the US (ukrainisch Наукове Товариство ім. Шевченка в Америці). Deren Zentrale, die neben Büros und Hörsälen eine Fachbibliothek und ein Archiv besitzt, befindet sich in New York City, 63 Fourth Avenue. Niederlassungen befinden sich in Washington, D.C., Philadelphia, Chicago, Detroit, Cleveland und Boston. Ein Schwerpunkt der Society ist die Vergabe von Stipendien an Studierende und Forschungsstipendien an Gelehrte. Außerdem beteiligt sich die Gesellschaft an nationalen und internationalen wissenschaftlichen Konferenzen und Kongressen zur Ukrainistik und Slawistik und veröffentlicht wissenschaftliche Arbeiten in unterschiedlichen Sprachen, darunter drei multimediale Enzyklopädien der Ukraine.